# Major League Baseball 1947

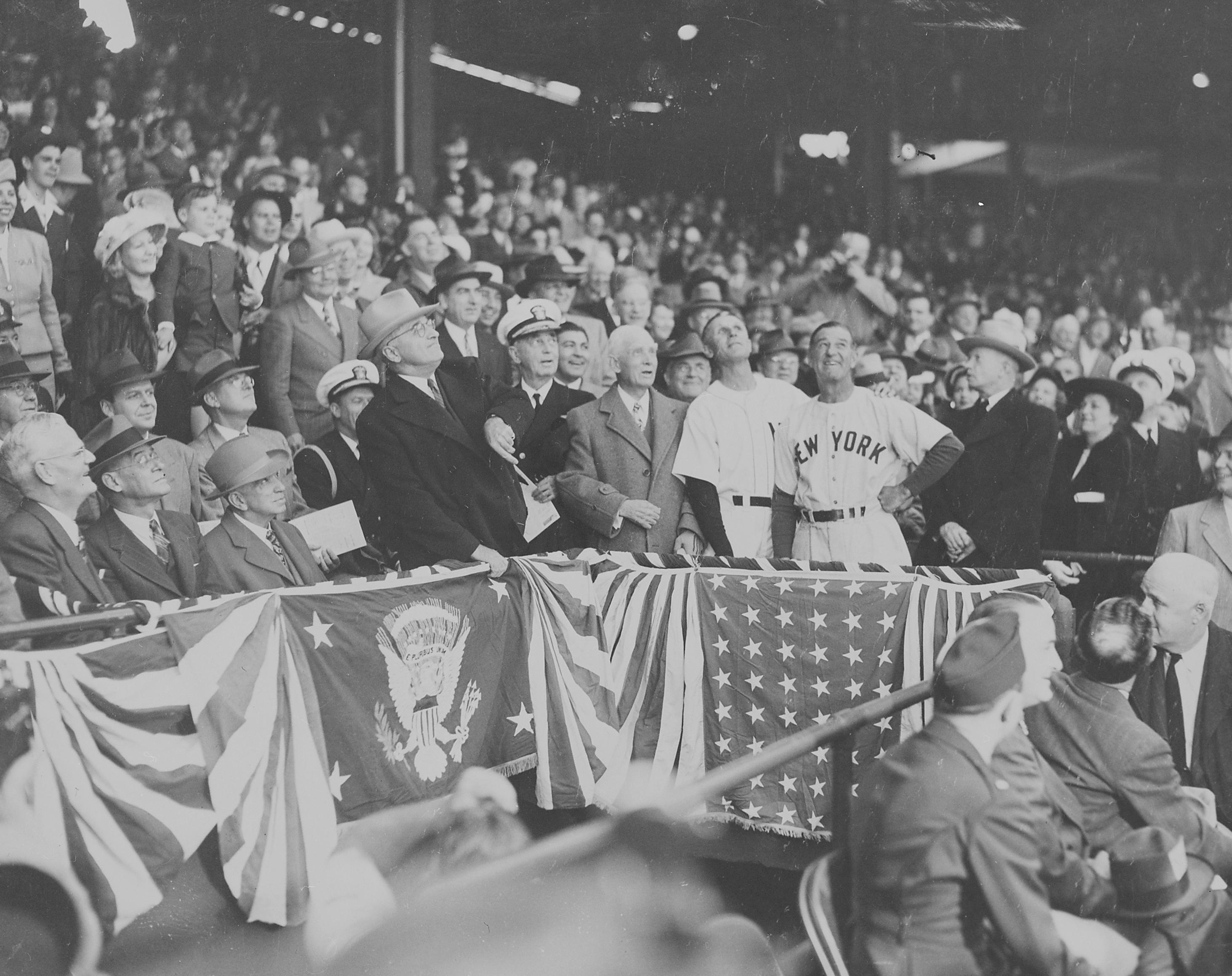
Il presidente Harry Truman durante la cerimonia del lancio inaugurale della stagione 1947.

L'All-Star Game si disputò l'8 luglio al Wrigley Field di Chicago e fu vinto dalla selezione dell'American League 2-1.
Le World Series 1947 si giocarono dal 30 settembre al 6 ottobre e videro prevalere i New York Yankees, per l'undicesima volta nella loro storia, che superarono i Brooklyn Dodgers per 4-3.

## Stagione regolare

### American League
| # | Squadra                | Vittorie | Sconfitte | Perc. | Diff. |
| - | ---------------------- | -------- | --------- | ----- | ----- |
| 1 | New York Yankees       | 97       | 57        | .630  | -     |
| 2 | Detroit Tigers         | 85       | 69        | .552  | 12.0  |
| 3 | Boston Red Sox         | 83       | 71        | .539  | 14.0  |
| 4 | Cleveland Indians      | 80       | 74        | .519  | 17.0  |
| 5 | Philadelphia Athletics | 78       | 76        | .506  | 19.0  |
| 6 | Chicago White Sox      | 70       | 84        | .455  | 27.0  |
| 7 | Washington Senators    | 64       | 90        | .416  | 33.0  |
| 8 | St. Louis Browns       | 59       | 95        | .383  | 38.0  |

### National League
| # | Squadra               | Vittorie | Sconfitte | Perc. | Diff. |
| - | --------------------- | -------- | --------- | ----- | ----- |
| 1 | Brooklyn Dodgers      | 94       | 60        | .610  | -     |
| 2 | St. Louis Cardinals   | 89       | 65        | .578  | 5.0   |
| 3 | Boston Braves         | 86       | 68        | .558  | 8.0   |
| 4 | New York Giants       | 81       | 73        | .526  | 13.0  |
| 5 | Cincinnati Reds       | 73       | 81        | .474  | 21.0  |
| 6 | Chicago Cubs          | 69       | 85        | .448  | 25.0  |
| 7 | Pittsburgh Pirates    | 62       | 92        | .403  | 32.0  |
| 7 | Philadelphia Phillies | 62       | 92        | .403  | 32.0  |

### Record Individuali

#### American League
| Stat. | Giocatore     | Squadra          | Totale |
| ----- | ------------- | ---------------- | ------ |
| AVG   | Ted Williams  | Boston Red Sox   | .343   |
| HR    | Ted Williams  | Boston Red Sox   | 32     |
| RBI   | Ted Williams  | Boston Red Sox   | 114    |
| R     | Ted Williams  | Boston Red Sox   | 125    |
| H     | Johnny Pesky  | Boston Red Sox   | 207    |
| SB    | Bob Dillinger | St. Louis Browns | 34     |

| Stat. | Giocatore     | Squadra           | Totale |
| ----- | ------------- | ----------------- | ------ |
| W     | Bob Feller    | Cleveland Indians | 20     |
| L     | Hal Newhouser | Detroit Tigers    | 17     |
| ERA   | Joe Haynes    | Chicago White Sox | 2.42   |
| K     | Bob Feller    | Cleveland Indians | 196    |
| IP    | Bob Feller    | Cleveland Indians | 299    |
| SV    | Ed Klieman    | Cleveland Indians | 17     |
| SV    | Joe Page      | New York Yankees  | 17     |

- Ted Williams vincitore della Tripla Corona della battuta.

#### National League
| Stat. | Giocatore       | Squadra                                   | Totale |
| ----- | --------------- | ----------------------------------------- | ------ |
| AVG   | Harry Walker    | St. Louis Cardinals Philadelphia Phillies | .363   |
| HR    | Johnny Mize     | New York Giants                           | 51     |
| HR    | Ralph Kiner     | Pittsburgh Pirates                        | 51     |
| RBI   | Johnny Mize     | New York Giants                           | 138    |
| R     | Johnny Mize     | New York Giants                           | 137    |
| H     | Tommy Holmes    | Boston Braves                             | 191    |
| SB    | Jackie Robinson | Brooklyn Dodgers                          | 29     |

| Stat. | Giocatore       | Squadra          | Totale |
| ----- | --------------- | ---------------- | ------ |
| W     | Ewell Blackwell | Cincinnati Reds  | 22     |
| L     | Johnny Schmitz  | Chicago Cubs     | 18     |
| ERA   | Warren Spahn    | Boston Braves    | 2.33   |
| K     | Ewell Blackwell | Cincinnati Reds  | 193    |
| IP    | Warren Spahn    | Boston Braves    | 289 ⅔  |
| SV    | Hugh Casey      | Brooklyn Dodgers | 18     |

## Playoff

### World Series
| Data                                  | Squadra di casa  | Squadra ospite   | Ris.   |
| ------------------------------------- | ---------------- | ---------------- | ------ |
| 30/09                                 | New York Yankees | Brooklyn Dodgers | 5 - 3  |
| 01/10                                 | New York Yankees | Brooklyn Dodgers | 10 - 3 |
| 02/10                                 | Brooklyn Dodgers | New York Yankees | 9 - 8  |
| 03/10                                 | Brooklyn Dodgers | New York Yankees | 3 - 2  |
| 04/10                                 | Brooklyn Dodgers | New York Yankees | 1 - 2  |
| 05/10                                 | New York Yankees | Brooklyn Dodgers | 6 - 8  |
| 06/10                                 | New York Yankees | Brooklyn Dodgers | 5 - 2  |
| New York Yankees vincono la serie 4-3 |                  |                  |        |

## Premi
- Miglior giocatore della Stagione

|    | Giocatore    | Squadra          |
| -- | ------------ | ---------------- |
| AL | Joe DiMaggio | New York Yankees |
| NL | Bob Elliott  | Boston Braves    |

- Rookie dell'anno (premio unico per AL e NL)

| Giocatore       | Squadra          |
| --------------- | ---------------- |
| Jackie Robinson | Brooklyn Dodgers |